# ملعب نادي الحزم

## معلومات عن الملعب
ملعب نادي الحزم، هي ملعب رياضي سعودي تلعب فيه لعبة كرة القدم، بنيت سنة 1982 م بأمر من الرئاسة العامة لرعاية الشباب (وزارة الرياضة حالياً)، تقع في الرس بمنطقة القصيم، والطاقة الاستعيابية لا تتجاوز 8000 متفرج.
ملعب الحزم، يملكه نادي الحزم الرياضي، ويلعب الفريق في هذا الملعب بطولتي دوري الامير محمد بن سلمان للمحترفين وكأس الملك.

## توسعة الملعب
تم توسعة المدرجات في عام 2018، ثم جاء الأمر من وزير الرياضة الأمير عبد العزيز بن تركي الفيصل بتركيب مقاعد في المدرجات في عام 2020.